# چتزیلا
چتزیلا (به انگلیسی: ChatZilla) یک کلاینت ساده و بسیار توسعه‌پذیر آی‌آرسی است که بر روی سکوی نرم‌افزاری موزیلا ساخته شده‌است.
چتزیلا بر روی هر سکویی که موزیلا اجراشود، مانند Mac OS، لینوکس، بی‌اس‌دی، ویندوز، سولاریس، IRIX, BeOS, AIX و HP-UX اجرا می‌شود. در حال حاضر اکثر امکانات استاندارد آی‌آرسی، مانند ارتباط با چند سرور، لیستی درونی از شبکه‌های استاندارد، جستجو و مرتب‌سازی آسان کانال‌های در دسترس، انتقال فایل، شخصی‌سازی آسان با استفاده از پردازه‌ها و استایل‌ها، SSL و UTF-8 را پشتیبانی می‌کند. از جاوااسکریپت به عنوان زبان پردازه‌نویسی و از CSS برای آرایش پیام‌ها استفاده شده‌است.